# Cheese (альбом)
Cheese — дебютний альбом бельгійського музиканта Stromae, випущений 14 червня 2010 року. Пісні «Bienvenue chez moi», «House'llelujah», «Rail de Musique», «Peace or Violence», «Te Quiero» та «Silence» були випущені як промо-сингли, лише «Rail de Musique» та «Bienvenue chez moi» не потрапив у чарти. Він містить три офіційні сингли, включаючи хіти «Alors on danse», «Te Quiero» та «House'llelujah».

## Трек-лист
Автор музики і слів Stromae. 
| #   | Назва                | Тривалість |
| --- | -------------------- | ---------- |
| 1.  | «Bienvenue chez moi» | 2:55       |
| 2.  | «Te Quiero»          | 3:23       |
| 3.  | «Peace or Violence»  | 3:08       |
| 4.  | «Rail de musique»    | 4:08       |
| 5.  | «Alors on danse»     | 3:26       |
| 6.  | «Summertime»         | 3:04       |
| 7.  | «Dodo»               | 3:58       |
| 8.  | «Silence»            | 4:40       |
| 9.  | «Je Cours»           | 3:15       |
| 10. | «House'llelujah»     | 3:59       |
| 11. | «Cheese»             | 3:02       |

## Персонал
Вокал
- Stromae

Менеджмент
- Димитрі Боррі

Зведено
- Пітер Вагтер «Екуус»

Виробництво
- Mosaert - продюсер
- Lion Hell Capouillez - змішування
- Vince Lattuca  - змішування
- Dati Bendo - ілюстрація
- Guillaume Mortier - ілюстрація
- Luc Junior Tam - ілюстрація
- Romain Biharz - ілюстрація
- Dati Bendo - фотографія

## Чарти
| Чарт (2010)                                  | Пікові позиції |
| -------------------------------------------- | -------------- |
| Австрія Austrian Albums (Ö3 Austria)         | 33             |
| Бельгія Belgian Albums (Ultratop Flanders)   | 7              |
| Бельгія Belgian Albums (Ultratop Wallonia)   | 1              |
| Canadian Albums Chart                        | 58             |
| Німеччина German Albums (Media Control)      | 29             |
| Греція Greek Albums (IFPI)                   | 4              |
| Швейцарія Swiss Albums (Schweizer Hitparade) | 18             |

| Чарт (2014)                  | Пікова позиція |
| ---------------------------- | -------------- |
| Франція French Albums (SNEP) | 6              |

| Чарт (2022)                          | Пікові позиції |
| ------------------------------------ | -------------- |
| Нідерланди Dutch Albums (MegaCharts) | 69             |

## Сертифікації
| Регіон | Сертифікація  | Продажі |
| --- | ------------- | ------- |
| Австрія (IFPI Austria)                                                                                     | Золотий       | 10 000* |
| Бельгія (BEA)                                                                                              | 3× Платиновий | 60 000* |
| Канада (Music Canada)                                                                                      | Золотий       | 40 000  |
| Франція (SNEP)                                                                                             | Золотий       | 260,000 |
| Польща (ZPAV)                                                                                              | Золотий       | 10 000  |
| *продажі, що базуються лише на сертифікаціях · продажі+прослуховування, що базуються лише на сертифікаціях |               |         |